# Supercoppa islandese 2020 (pallavolo femminile)
La Supercoppa islandese 2020, 3ª edizione della Supercoppa nazionale femminile di pallavolo, si è svolta dall'11 al 13 settembre 2020: al torneo hanno partecipato cinque squadre di club islandesi e la vittoria finale è andata per la seconda volta al HK Kópavogur.

## Regolamento
La formula ha previsto:
- Fase a gironi, disputata con girone all'italiana: le prime due classificate hanno acceduto alla finale per il primo posto, mentre la terza e la quarta classificata hanno acceduto alla finale per il terzo posto.
- Fase finale, disputata con finale per il terzo posto e finale.

## Squadre partecipanti
- Afturelding
- Álftanes
- HK Kópavogur
- KA Akureyri
- Þróttur Neskaupstað

## Torneo

### Fase a gironi

#### Risultati
| 11 settembre 2020 Naustaskóli, Akureyri Durata: 0h:35 - Spettatori: 42 | Álftanes            | 0 - 2 | Afturelding         | 17-25, 17-25        |
| 11 settembre 2020 Naustaskóli, Akureyri Durata: 0h:36 - Spettatori: ?  | Þróttur Neskaupstað | 0 - 2 | KA Akureyri         | 12-25, 13-25        |
| 12 settembre 2020 KA heimilið, Akureyri Durata: 0h:53 - Spettatori: ?  | HK Kópavogur        | 2 - 0 | Álftanes            | 26-24, 25-17        |
| 12 settembre 2020 KA heimilið, Akureyri Durata: 0h:53 - Spettatori: ?  | KA Akureyri         | 0 - 2 | Afturelding         | 23-25, 17-25        |
| 12 settembre 2020 KA heimilið, Akureyri Durata: 1h:01 - Spettatori: ?  | KA Akureyri         | 2 - 1 | Álftanes            | 15-25, 26-24, 15-8  |
| 12 settembre 2020 KA heimilið, Akureyri Durata: 0h:47 - Spettatori: ?  | Þróttur Neskaupstað | 0 - 2 | HK Kópavogur        | 16-25, 23-25        |
| 12 settembre 2020 KA heimilið, Akureyri Durata: 1h:19 - Spettatori: ?  | Afturelding         | 2 - 1 | HK Kópavogur        | 25-21, 21-25, 15-13 |
| 12 settembre 2020 KA heimilið, Akureyri Durata: 0h:59 - Spettatori: ?  | Álftanes            | 1 - 2 | Þróttur Neskaupstað | 25-15, 24-26, 10-15 |
| 12 settembre 2020 KA heimilið, Akureyri Durata: 1h:01 - Spettatori: ?  | HK Kópavogur        | 2 - 1 | KA Akureyri         | 18-25, 25-13, 15-9  |
| 12 settembre 2020 KA heimilið, Akureyri Durata: 0h:46 - Spettatori: ?  | Afturelding         | 2 - 0 | Þróttur Neskaupstað | 25-19, 25-23        |

#### Classifica
| Pos. | Squadra             | Pt | G | V | P | SV | SP | Ratio | PF  | PS  | Ratio |
| ---- | ------------------- | -- | - | - | - | -- | -- | ----- | --- | --- | ----- |
| 1.   | Afturelding         | 11 | 4 | 4 | 0 | 8  | 1  | 8,000 | 211 | 175 | 1,206 |
| 2.   | HK Kópavogur        | 9  | 4 | 3 | 1 | 7  | 3  | 2,333 | 218 | 188 | 1,160 |
| 3.   | KA Akureyri         | 6  | 4 | 2 | 2 | 5  | 5  | 1,000 | 193 | 190 | 1,016 |
| 4.   | Þróttur Neskaupstað | 2  | 4 | 1 | 3 | 2  | 7  | 0,285 | 162 | 209 | 0,775 |
| 5.   | Álftanes            | 2  | 4 | 0 | 4 | 2  | 8  | 0,250 | 191 | 213 | 0,897 |

      Qualificata alla finale.
      Qualificata alla finale per il terzo posto.

### Fase finale

#### Finale 3º posto
| 13 settembre 2020 KA heimilið, Akureyri Durata: ? - Spettatori: ? | KA Akureyri | 3 - 1 | Þróttur Neskaupstað | 26-24 25-21 24-26 25-16 |

#### Finale
| 13 settembre 2020 KA heimilið, Akureyri Durata: 1h:36 - Spettatori: ? | Afturelding | 1 - 3 | HK Kópavogur | 26-24, 18-25, 18-25, 19-25 |